# Trnavá Hora
Trnavá Hora é um município da Eslováquia localizado no distrito de Žiar nad Hronom, região de Banská Bystrica. Está localizada às margens do rio Hron. 

## Demografia
| Ano:        | 1994 | 2004   | 2014   | 2024   |
| ----------- | ---- | ------ | ------ | ------ |
| Broj ljudi: | 1130 | 1137   | 1203   | 1257   |
| Razlika:    |      | +0,61% | +5,80% | +4,48% |

| Ano:               | 2023 | 2024   |
| ------------------ | ---- | ------ |
| Número de pessoas: | 1256 | 1257   |
| Diferença:         |      | +0,07% |